# 2004年アテネオリンピックの北朝鮮選手団
2004年アテネオリンピックの北朝鮮選手団（2004ねんアテネオリンピックのきたちょうせんせんしゅだん）は、2004年8月13日から8月29日にかけてギリシャの首都アテネで開催された2004年アテネオリンピックの北朝鮮選手団、およびその競技結果。

## 概要
今大会は銀メダル4個、銅メダル1個の合計5個のメダルを獲得した。

## メダル
| メダル | 選手名         | 競技       | 種目           |
| ------ | -------------- | ---------- | -------------- |
| 銀     | ケー・スンヒ   | 柔道       | 女子57kg以下級 |
| 銀     | キム・ソングク | ボクシング | 男子フェザー級 |